# GlobalTrade.net
GlobalTrade.net è gestito da FITA Online, la sezione di servizi online della Federazione delle Associazioni del Commercio Internazionale (FITA), insieme ai partner dello United States Commercial Service, UK Trade & Investment, Hong Kong Trade Development Council (HKTDC), ThomasNet, Alibaba.com e Kompass.
GlobalTrade.net è una risorsa di conoscenza dove esperti di commercio internazionale possono postare il loro valido contenuto; un team redazionale esamina tutti i contenuti postati. Il contenuto comprende analisi di esperti di commercio internazionale, indagini di mercato, suggerimenti, libri bianchi, profili di nazioni, opinioni di esperti, seminari on-line, flussi di notizie, corsi di apprendimento e presentazioni video. Oltre a pubblicare il contenuto di esperti, GlobalTrade.net contiene un database gratuito di fornitori di servizi per il commercio che è utile a importatori ed esportatori. Tra i fornitori di servizi per il commercio intenzionale elencati ci sono consulenti di marketing internazionale, società di finanziamento al commercio, banche, spedizionieri, ditte di controllo qualità, avvocati, commercialisti, agenti doganali, docenti di commercio internazionale e fornitori di assicurazioni per le loro operazioni internazionali. GlobalTrade.net consente ai fornitori di servizi per il commercio internazionale di creare un profilo e facilitare il contatto con il mercato del commercio internazionale. GlobalTrade.net è stato lanciato il 15 novembre 2010.

## Ricerche di mercato per importatori ed esportatori
GlobalTrade.net può essere usato da professionisti per trovare fornitori di servizi per il commercio globale così come importanti informazioni. Le categorie di fornitori di servizi sul sito web comprendono organizzazioni legali e di sostegno al commercio, trasporti e logistica, tasse e finanza, marketing e comunicazioni, vendite e distribuzione e servizi di viaggio. GlobalTrade.net pubblica report internazionali provenienti dallo United States Commercial Service, dal Foreign Agricultural Service del Dipartimento dell'Agricoltura degli Stati Uniti, Agriculture and Agri-Food Canada, UK Trade & Investment così come da altre organizzazioni partner. La FITA ha creato anche partnership con svariati istituti internazionali di formazione dirigenziale come la European International Business Academy. La pubblicazione di report prodotti da questi istituti ha lo scopo di facilitare le opportunità di esportazione per le aziende.

## Servizi alle aziende per l'internazionalizzazione
Qualsiasi fornitore di servizi per il commercio internazionale può creare un profilo ed entrare a far parte del database globale. I professionisti hanno la possibilità di selezionare esperti come consulenti di marketing internazionale, società di finanziamento al commercio, banche, spedizionieri, ditte di controllo qualità, avvocati, commercialisti, agenti doganali, docenti e fornitori di assicurazioni per le loro operazioni internazionali.

## Importazione-esportazione online
Dinamici servizi B2B che abbracciano molte categorie sono offerti da aziende come Companéo e Quotatis (che opera in Francia e seleziona nazioni europee), BuyerZone (USA) e QuinStreet (USA). Con tutti questi mercati comunque, i contatti sono offerti solo sul mercato interno. Sebbene Companéo e Quotatis siano attive in molteplici nazioni europee operano solo attraverso un unico sito per nazione. I servizi B2B per il commercio internazionale sono essenzialmente un mercato di nicchia.
GlobalTrade.net ha firmato accordi di partnership con tre importanti mercati B2B: Alibaba.com, Kompass e Thomasnet: rispettivamente al 1º, 13º e 18º posto al mondo secondo bridgat.com (novembre 2010).